# Årøysund
Årøysund is een plaats in de Noorse gemeente Nøtterøy, provincie Vestfold. Årøysund telt 2060 inwoners (2007) en heeft een oppervlakte van 2,45 km².
Årøysund ligt een paar kilometer van Torød.